# Janez Žurga
 Janez Žurga, slovenski geolog, frančiškan, * 22. september 1885, Dolenje Gradišče, † 5. marec 1969, Kamnik
Žurga se je najprej izšolal za duhovnika, bogoslovje je študiral v Ljubljani (1907-1911), potem je poučeval na deški šoli v Novem mestu. Med I. svet. vojno je bil vojni kurat. Odlikoval se je v skrbi za bolne in ranjene, ter z velikim čutom za sočloveka pomagal lajšati duševno stisko vojakov. Po končani vojni pa se je vpisal na naravoslovje na ljubljanski univerzi, kjer je leta 1925 diplomiral. Od 1926 je bil asistent na inštitutu za mineralogijo, petrografijo in nauk o slojiščih na Tehnični fakulteti v Ljubljani. Leta 1945 je bil upokojen.
Napisal je preko sto izvedenskih poročil za projektiranje hidrelektrarn, rudnikov, mostov in cest, sodeloval pri sanacijah plazovitih terenov. Raziskoval je nekatere toplice (Laško, Šmarješke, Čatežke). Napisal je razpravo Starost granita na Pohorju (GV 1926), v prispevkov v Planinskem vestniku (1935, 1939). Prav tako je prevedel knjigo A. Fersman Iz življenja kamnov, ki pa jo je dopolnil z opombami o najdiščih rudnin v južni Sloveniji in z mnogimi slikami kamnin iz naših krajev.
Leta 1956 se je preselil v Kamnik, kjer je prevzel redno nedeljsko pastoralno skrb za župnijo Nevlje, v prostem času pa se je veliko posvečal rezbarjenju: znani so predvsem njegovi križi.
Tiho in skrito, kakor je zmeraj živel, je umrl v kamniškem frančiškanskem samostanu 5. marca 1969.